# Drag x Drive
Drag x Drive (ドラッグ アンド ドライブ?, Doraggu Ando Doraibu) è un videogioco sportivo sviluppato da Nintendo EPD e pubblicato da Nintendo il 14 agosto 2025 in esclusiva per Nintendo Switch 2. Il gioco è ispirato alla pallacanestro in carrozzina e sfrutta la modalità mouse del Joy-Con 2 per il movimento del personaggio.
Il videogioco ha ricevuto reazioni miste.

## Modalità di gioco

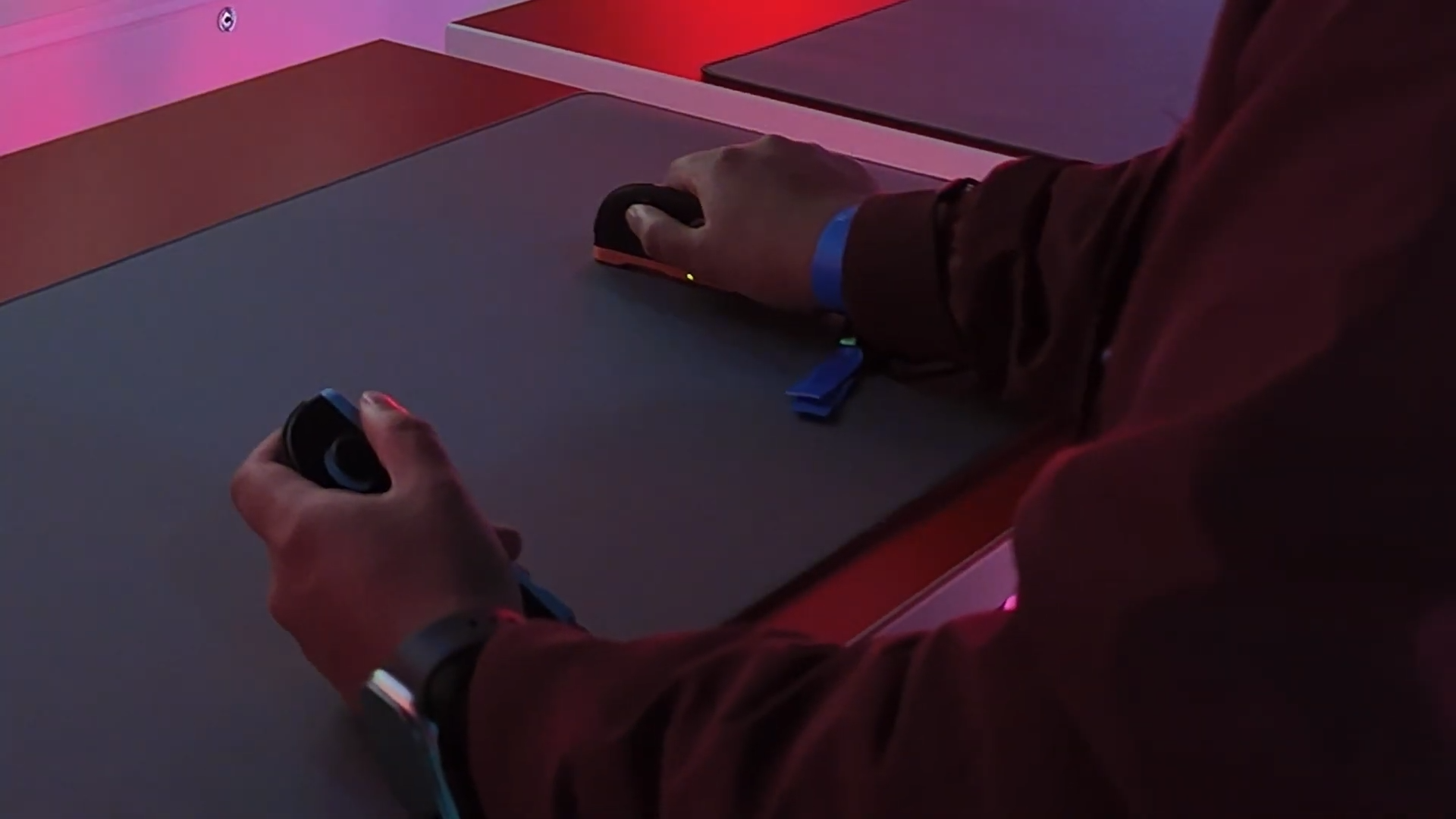
Per muoversi, il giocatore sfrutta la modalità mouse del Joy-Con 2

Drag x Drive è un videogioco sportivo multigiocatore. Il giocatore controlla un personaggio in sedia a rotelle e l'obiettivo del gioco è sfidare altri giocatori in una partita 3 vs 3 a pallacanestro in carrozzina. Per muovere il personaggio, il giocatore sfrutta la funzionalità mouse dei Joy-Con 2, scorrendoli avanti e indietro su una superficie piana. Ogni Joy-Con controlla una ruota, muovendoli entrambi il giocatore può avanzare e con solo uno può sterzare. Per lanciare la palla a canestro, il giocatore deve imitare il movimento con il Joy-Con grazie al motion control. A seconda della distanza dal canestro, il giocatore può ottenere più punti. Inoltre il giocatore può alzare il braccio per segnalare ai suoi compagni di passargli la palla o applaudire. I giocatori raccolgono automaticamente la palla se si trova a terra, possono intercettare i passaggi dell'avversario o andargli contro per fargli perdere possesso.
Gli incontri vengono affrontati in un'arena scura con luci neon. I lati del campo sono circondati da half-pipe, che permettono al giocatore di fare acrobazie e schiacciate.

## Sviluppo

### Promozione
Drag x Drive venne annunciato il 2 aprile 2025 durante il Nintendo Direct dedicato a Nintendo Switch 2. Una demo del videogioco venne messa in mostra al Nintendo Switch 2 Experience tra aprile e giugno 2025.

### Distribuzione
Una demo esclusiva per i membri di Nintendo Switch Online, chiamata Drag x Drive Global Jam, è stata pubblicata il 9 agosto, giocabile solo in determinati periodi di tempo. Drag x Drive è stato distribuito il 14 agosto 2025 solo in formato digitale.

## Accoglienza

### Prima della distribuzione
All'annuncio, Drag x Drive è stato accolto abbastanza positivamente dalla critica per la sua rappresentazione della disabilità. Alana Hagues di Nintendo Life ha sostenuto che fosse una fantastica rappresentazione per gli sport in carrozzina, raro nei videogiochi. Tuttavia, Chris Scullion di Video Games Chronicle ha notato come fosse strano che Nintendo avesse chiamato le sedie a rotelle "veicoli", sostenendo che l'azienda fosse "eccessivamente schizzinosa per uno scandalo futuro che non accadrà mai" invece che cogliere pienamente l'occasione come rappresentazione della disabilità. Erik Petrovich di Game Rant ha considerato Drag x Drive uno degli annunci più inaspettati del Nintendo Direct e ha trovato il videogioco "interessante" e originale.
La modalità di gioco provata alla Nintendo Switch 2 Experience ha ricevuto reazioni miste. Alcuni giornalisti hanno affermato di sentire dolori al polso, e Hagues di Nintendo Life ha descritto la modalità di gioco come un "allenamento per le braccia". Tuttavia la critica ha accolto positivamente la modalità. Kate Kozuch di Tom's Guide ha elogiato l'immersività che danno i controlli di gioco, sostenendo che il videogioco ha "seriamente potenziale nel competitivo". Robert Marrujo di Nintendojo ha descritto i controlli come "naturali e semplici da imparare", sostenendo che sembrano "quasi un arcade". Diversi critici hanno comparato l'estetica e la modalità di gioco di Drag x Drive a Rocket League, con Rollin Bishop di GamesRadar+ che ha descritto il videogioco come "qualcosa simile a Rocket League combinato alla pallacanestro di Wii Sports e macchine giocattolo a carica".

### Critica
| Testata                              | Giudizio |
| ------------------------------------ | -------- |
| Metacritic (media al 19 agosto 2025) | 61/100   |
| OpenCritic (media al 19 agosto 2025) | 65/100   |
| Destructoid                          | 6,5/10   |
| Digital Trends                       | 3,5/5    |
| GamesRadar+                          | 2,5/5    |
| HobbyConsolas                        | 78/100   |
| IGN                                  | 6/10     |
| Nintendo Life                        | 7/10     |
| PCMag                                | 2,5/5    |
| Shacknews                            | 6/10     |
| TechRadar                            | 3/5      |
| The Games Machine                    | 6,5/10   |
| Video Games Chronicle                | 3/5      |

Drag x Drive ha ricevuto critiche "miste" su Metacritic. Solo il 16% della critica ha consigliato il videogioco su OpenCritic.